# Javier Moreno Carnero
Javier Moreno Carnero (ur. 7 czerwca 1975 w Buenos Aires) – argentyński szachista i trener szachowy (FIDE Senior Trainer od 2010), reprezentant Hiszpanii od 1999, arcymistrz od 2003 roku.

## Kariera szachowa
Największe sukcesy do czasu zmiany obywatelstwa odniósł w Barcelonie (1994, dz. II m.) oraz w turnieju młodych mistrzów w Loures (1998, I m.). W 1999 po raz pierwszy wystąpił w finale indywidualnych mistrzostw Hiszpanii, od razu zdobywając brązowy medal. Jeszcze bardziej udany dla niego był finał w 2000, w którym zdobył medal srebrny (drugi w karierze srebrny medal wywalczył w 2004). Również w 2000 podzielił III m. (za Josepem Omsem Pallise i Davorem Komljenoviciem, wspólnie z Danielem Camporą, Lluisem Comasem Fabrego, Rusłanem Pogorełowem i Władimirem Jepiszynem) w Sewilli oraz zadebiutował w narodowej drużynie na szachowej olimpiadzie w Stambule. W 2002 na indywidualnych mistrzostwach Europy w Ochrydzie wypełnił pierwszą normę arcymistrzowską, natomiast w 2003 – dwie kolejne, na turniejach w Dos Hermanas (dz. I m. z Roberto Cifuentesem Paradą) i Hamburgu (dz. I m. z Jonny Hectorem i Ferencem Berkesem). W 2004 ponownie podzielił I m. (wspólnie z Eduardasem Rozentalisem i Dorianem Rogozenko) w Hamburgu.
Najwyższy ranking w dotychczasowej karierze osiągnął 1 stycznia 2004, z wynikiem 2525 punktów zajmował wówczas 6. miejsce wśród hiszpańskich szachistów.